# Air Ambulance Show
Air Ambulance Show es una feria aeronáutica que se lleva a cabo en la República Checa. Está dirigida al público general y a profesionales, y en ella se muestran sistemas de emergencia integrados en aeronaves de todo tipo: aviones, helicópteros, cazas, etc. Se lleva a cabo anualmente en mayo en la localidad de Hradec Králové.